# جاك كورليس
جاك كورليس (بالإنجليزية: Jack Corliss)‏ هو عالم محيطات وجيولوجي أمريكي، ولد في 1936.